# Pseudoringicula sinensis
Pseudoringicula sinensis is een slakkensoort uit de familie van de Ringiculidae. De wetenschappelijke naam van de soort is voor het eerst geldig gepubliceerd in 1980 door Lin.